# Spirobolus caelatus
Spirobolus caelatus är en mångfotingart som beskrevs av Karsch 1881. Spirobolus caelatus ingår i släktet Spirobolus och familjen Spirobolidae. Inga underarter finns listade i Catalogue of Life.